# Pohronský Bukovec
Pohronský Bukovec (ungarisch Bukóc – bis 1882 Bukovec) ist eine Gemeinde in der Mitte der Slowakei mit 123 Einwohnern (Stand 31. Dezember 2024) und gehört zum Okres Banská Bystrica, einem Kreis des Banskobystrický kraj.

## Geographie

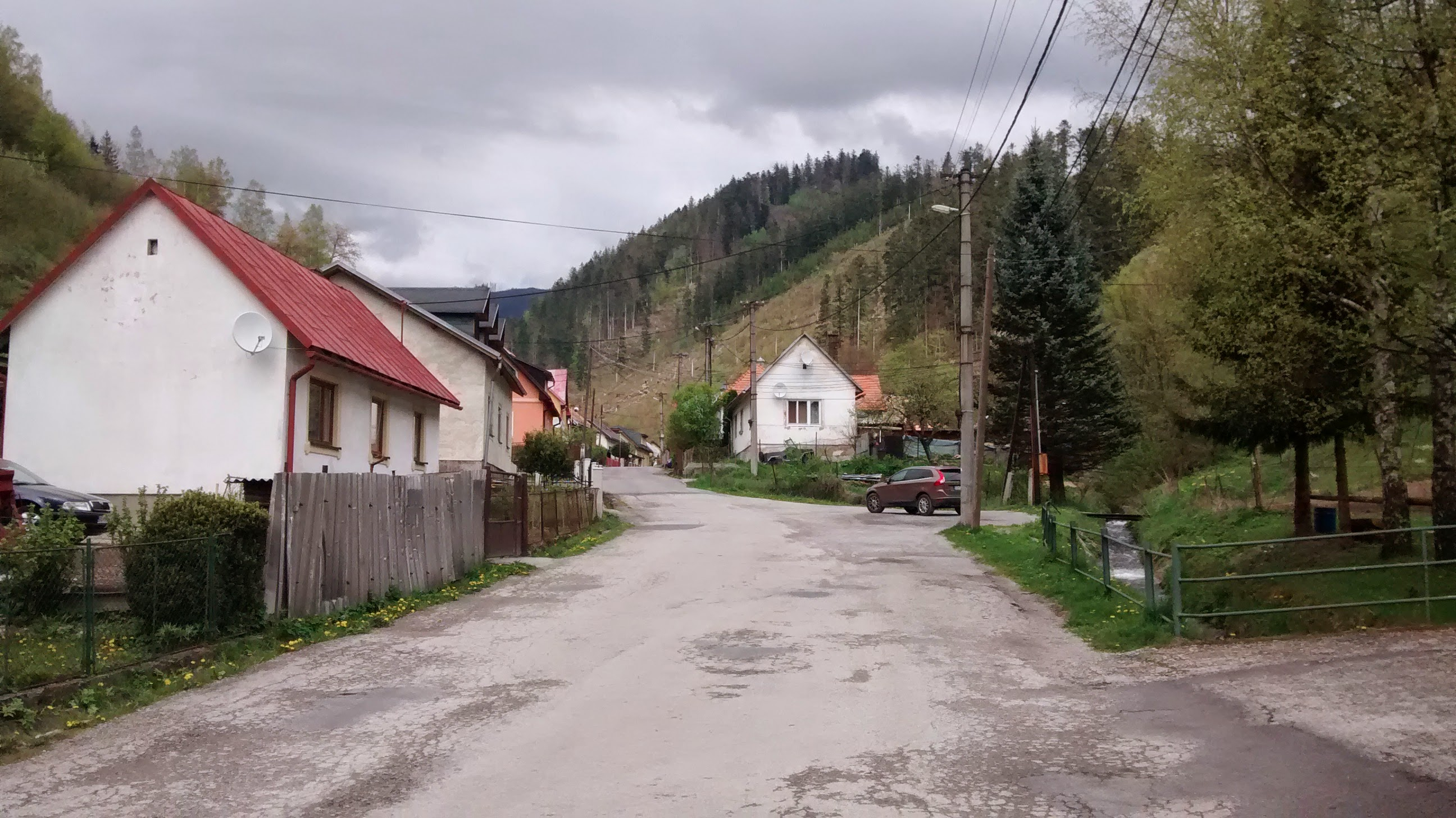
Blick im Ort

Die Gemeinde befindet sich am Südhang der Niederen Tatra am Übergang von der südlich gelegenen Tallandschaft Horehronské podolie. Das Gemeindegebiet umfasst nahezu das gesamte Tal des Baches Bukovecký potok, eines rechten Zuflusses der Hron, und ist stark bewaldet. Der niedrigste Punkt liegt auf einer Höhe von 430 m n.m., der höchste Punkt ist der 1592 m n.m. hohe Berg Ondrejská hoľa. Im Ort findet man eine Sauerquelle. Das Ortszentrum liegt auf einer Höhe von 530 m n.m. und ist 25 Kilometer von Banská Bystrica entfernt.
Nachbargemeinden sind Jasenie im Norden und Nordosten, Ráztoka im Osten und Brusno im Süden und Westen.

## Geschichte
Der Ort wurde zum ersten Mal 1563 als Wuggawitz schriftlich erwähnt, weitere historische Namen sind Buggowetz (1675) und Bukowec (1808). In der Umgebung befanden sich im 16. und 17. Jahrhundert Eisen- und Kupfererzbergwerke, die im Besitz von verschiedenen Neusohler Unternehmern waren. Ab dem 17. Jahrhundert arbeitete eine Mühle im Ort.
1828 zählte man sieben Häuser und 56 Einwohner, deren Haupteinnahmequellen Forstwirtschaft, Schafhaltung sowie Arbeit in umliegenden Eisenwerken waren. Bis 1848 war Bukovec eine Siedlung von Ráztoka, danach war es bis zur Eingliederung zur Gemeinde Svätý Ondrej nad Hronom (heute Ondrej nad Hronom, Gemeindeteil von Brusno) im Jahr 1882 selbständig.
Bis 1918 gehörte der im Komitat Sohl liegende Ort zum Königreich Ungarn und kam danach zur Tschechoslowakei beziehungsweise heute Slowakei. Während des Slowakischen Nationalaufstandes im Zuge des Zweiten Weltkriegs befand sich hier ein Übungslager für Aufständische. Kurz nach dessen Niederschlagung wurden im Ort am 3. November 1944 Rudolf Viest und Ján Golian, beide Oberbefehlshaber des Aufstandes, vom deutschen Sondereinsatzkommando 14 gefangen genommen und kurz danach ins KZ Flossenbürg verbracht. In einer Vergeltungsmaßnahme wurde Bukovec am 21. Februar 1945 geplündert und verbrannt.
Nach Kriegsende wurde die Ortschaft zwischen 1946 und 1948 wieder aufgebaut und erlangte im Jahr 1953 wieder Selbstständigkeit.

## Bevölkerung
| Jahr                | 1994 | 2004  | 2014  | 2024     |
| ------------------- | ---- | ----- | ----- | -------- |
| Anzahl der Personen | 100  | 88    | 110   | 123      |
| Unterschied         |      | −12 % | +25 % | +11,81 % |

| Jahr                | 2023 | 2024    |
| ------------------- | ---- | ------- |
| Anzahl der Personen | 124  | 123     |
| Unterschied         |      | −0,80 % |

Nach der Volkszählung 2011 wohnten in Pohronský Bukovec 97 Einwohner, davon 95 Slowaken und jeweils ein Deutscher und Tscheche. 80 Einwohner bekannten sich zur römisch-katholischen Kirche, jeweils drei Einwohner zur evangelischen Kirche A. B. sowie zur griechisch-katholischen Kirche und zwei Einwohner zur reformierten Kirche; ein Einwohner bekannte sich zu einer anderen Konfession. Sechs Einwohner waren konfessionslos und bei zwei Einwohnern wurde die Konfession nicht ermittelt.

## Denkmäler
- Denkmal an Gefallene während des Slowakischen Nationalaufstands
- Partisanenbunker im Tal Matúšova dolina